# Poursac
Poursac ist eine französische Gemeinde mit 195 Einwohnern (Stand: 1. Januar 2022) im Département Charente in der Region Nouvelle-Aquitaine (vor 2016 Poitou-Charentes); sie gehört zum Arrondissement Confolens und zum Kanton Charente-Nord. Die Einwohner werden Poursacais genannt.

## Geographie
Poursac liegt etwa 34 Kilometer nordnordöstlich von Angoulême an der Charente. Poursac wird umgeben von den Nachbargemeinden Verteuil-sur-Charente im Nordwesten und Norden, Saint-Georges im Norden, Nanteuil-en-Vallée im Nordosten, Saint-Gourson im Osten und Südosten, Couture im Südosten und Süden, Aunac-sur-Charente im Süden sowie Chenon im Südwesten und Westen.

## Bevölkerungsentwicklung
| Jahr                       | 1962 | 1968 | 1975 | 1982 | 1990 | 1999 | 2006 | 2019 |
| Einwohner                  | 294  | 264  | 258  | 241  | 222  | 210  | 207  | 209  |
| Quellen: Cassini und INSEE |      |      |      |      |      |      |      |      |

## Sehenswürdigkeiten
- Kirche Saint-Pierre aus dem 12. Jahrhundert, seit 1938 Monument historique

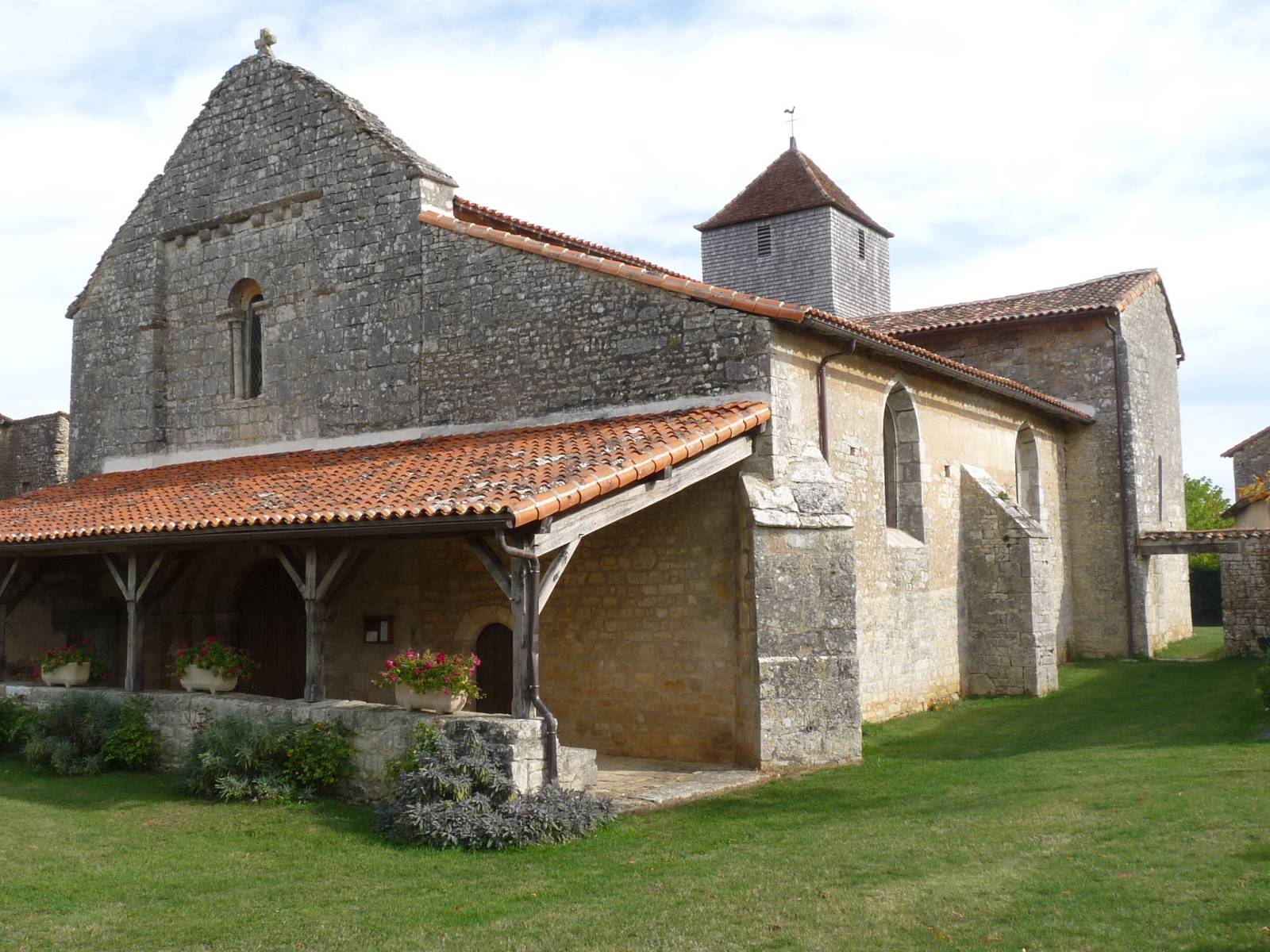
Kirche Saint-Pierre